# Vutina retusa
Vutina retusa är en insektsart som beskrevs av Melichar 1898. Vutina retusa ingår i släktet Vutina och familjen Nogodinidae. Inga underarter finns listade i Catalogue of Life.